# منتدى الحوار الإماراتي
منتدى الحوار الإماراتي هو منتدى إنترنت يهتم ويُركز على شؤون دولة الإمارات العربية المتحدة. منذ إطلاقه في صيف عام 2009؛ تم وصفها بأنه المنتدى الوحيد ذو مصداقية لمناقشة القضايا التي تتعلقُ بدولة الإمارات. زادت شهرته بعدما تعرض لعديد الإجراءات الرّقابية من قِبل سلطات الإمارات العربية المتحدة.

## نظرة عامة
تم فتح موقع منتدى الحِوار في آب/أغسطس 2009 من قبل مجموعة من المواطنين المثقفين والناشطين على الإنترنت وذلك من إجل توفير صورة أكثر وضوحًا لوجه دولة الإمارات هذا ناهيك عن الهدف الأبرز وهو مناقشة القضايا الوطنية مقارنة مع معَ تلك التي تُناقشها وسائل الإعلام الحكومية. تميّز موقع المنتدى بمنح زواره وأعضائه هامش حريّة أوسع وذلك بهدف تشجيع الكل على مناقشة جميع المواضيع بما في ذلك تلك التي تُعتبر من المحرما في مجتمع دولة الإمارات العربية المتحدة المحافظ. علاوة على ذلك؛ وفّرَ الموقع إمكانية عدم الكشف عن هوية المشارك وذلك لتشجيع الإعضاء على التعبير عن آرائهم السياسية والدينية دون خوف من اضطهاد أو سجن أو أي شيء آخر مُماثل.

## الرقابة
تعرّض الموقع للرقابة من قبل سلطات دولة الإمارات العربية المتحدة وذلك في تشرين الثاني/نوفمبر 2009. لا يُعرف سبب هذه الرقابة لكنها على الأرجح تمّت بعدما قام عضوٌ من المنتدى بنشر مقال تحت عنوان «السيرة الذاتية لله» حيث تطاول فيه على الذات الإلهية مُقابل قضيّة الإلحاد التي شجّع عليها. نسبيا؛ يُعدّ هذا الموضوع من المحرمات في مجتمع دولة الإمارات العربية المتحدة. زادت الأمور سوءًا حينما بات من المستحيل الوصول للموقع من الإمارات وذلك منذ السابع من شباط/فبراير 2010. وصفت الشركة الأمريكية التي تستضيف الموقع بأن ما فعلته سلطات الإمارات هو تضييق على الحريّات وأكّدت على أنّ سبب التعطّل لا يتعلقُ بأي مشكل فني أو تقني. حاولت السلطات حجب الموقع في جميع أنحاء العالم كما اعتمدت على خطّة تقنية من أجل تحديد أصحاب الموقع. بحلول الـ 14 من آذار/مارس 2010؛ رفعَ المحامي الإماراتية والناشط الحقوقي عبد الحميد الكميتي شكوى إلى النيابة العامة في دبي ضد هيئة تنظيم الاتصالات التي طالبها بالكشف عن الأسباب وراء الرقابة على موقع المنتدى. بحلول شهر أيار/مايو 2017؛ تمّ تعطيل الموقع نهائيا وبات من المستحيل الوصول له من أيّ مكان في العالم كما تم تفسير الطريقة غير التقليدية للحجب من قبل هيئة تنظيم الاتصالات من قبل الكثيرين على أنها خطة لتحديد أصحاب الموقع حيث رفع المحامي والناشط الحقوقي الإماراتي عبد الحميد الكميطي شكوى إلى النائب العام في دبي ضد هيئة تنظيم الاتصالات مطالبا بالكشف عن أسباب إجراء الرقابة.